# Cylindrocaulus patalis
Cylindrocaulus patalis là một loài bọ cánh cứng trong họ Passalidae.